# Campionati mondiali di tiro 1908
I campionati mondiali di tiro 1908 furono la dodicesima edizione dei campionati mondiali di questa disciplina e si disputarono a Vienna. Questa edizione fu organizzata dall'ISSF. Le nazioni più medagliate furono Belgio e Francia.

## Risultati

### Uomini

#### Carabina
| Evento                     | Oro                                                                                          | Oro       | Argento                                                                            | Argento   | Bronzo                                                                               | Bronzo    |
| Evento                     | Atleta                                                                                       | Risultato | Atleta                                                                             | Risultato | Atleta                                                                               | Risultato |
| 300m 3 posizioni           | Charles Paumier du Verger                                                                    | 961       | Jean Reich                                                                         | 957       | Paul Van Asbroek                                                                     | 955       |
| 300m a terra               | Raffaele Frasca                                                                              | 341       | André Parmentier                                                                   | 340       | Achille Paroche                                                                      | 336       |
| 300m in ginocchio          | Charles Paumier du Verger                                                                    | 342       | Jean Reich                                                                         | 329       | Caspar Widmer                                                                        | 329       |
| 300m in piedi              | Lars Jørgen Madsen                                                                           | 317       | Albert Courquin                                                                    | 314       | Paul Van Asbroek                                                                     | 307       |
| 300m 3 posizioni a squadre | Svizzera Louis Richardet Jean Reich Marcel Meyer de Stadelhofen Konrad Stäheli Caspar Widmer | 4616      | Italia Daniele Bonicelli Attilio Conti Raffaele Frasca Carlo Panza Riccardo Ticchi | 4585      | Francia André Angelini Albert Courquin Achille Paroche Léon Johnson André Parmentier | 4580      |

#### Pistola
| Evento        | Oro                                                                                                  | Oro       | Argento                                                                                              | Argento   | Bronzo                                                                        | Bronzo    |
| Evento        | Atleta                                                                                               | Risultato | Atleta                                                                                               | Risultato | Atleta                                                                        | Risultato |
| 50m           | Richard Fischer                                                                                      | 509       | Cristoforo Buttafava                                                                                 | 502       | Agoston Dietl                                                                 | 502       |
| 50m a squadre | Italia Cristoforo Buttafava Daniele Bonicelli Gian Galeazzo Cantoni Raffaele Frasca Aventino Righini | 2438      | Belgio Julien van Asbroeck Paul van Asbroeck Réginald Storms Charles Paumier du Verger Victor Robert | 2415      | Francia André Barbillat André de Castelbajac André Regaud Léon Moreaux Duvoir | 2399      |

## Medagliere
Nazione ospitante
| Posiz. | Nazione   | Oro | Argento | Bronzo | Totale |
| ------ | --------- | --- | ------- | ------ | ------ |
| 1      | Italia    | 2   | 2       | 0      | 4      |
| 2      | Belgio    | 2   | 1       | 2      | 5      |
| 3      | Svizzera  | 1   | 2       | 1      | 4      |
| 4      | Germania  | 1   | 0       | 0      | 1      |
| 4      | Danimarca | 1   | 0       | 0      | 1      |
| 6      | Francia   | 0   | 2       | 3      | 5      |
| 7      | Ungheria  | 0   | 0       | 1      | 1      |